# Ваш-Язы
Ваш-Язы (баш. Вашъяҙы) — деревня в Аскинском районе Республики Башкортостан Российской Федерации. Входит в состав Кшлау-Елгинского сельсовета. Население на 1 января 2009 года составляло 21 человек.
Почтовый индекс — 452885, код ОКАТО — 80204837002.

## География

### Географическое положение
Расстояние до:
- районного центра (Аскино): 52 км,
- центра сельсовета (Кшлау-Елга): 4 км,
- ближайшей ж/д станции (Чернушка): 67 км.

## Население
| 2002 | 2009 | 2010 |
| ---- | ---- | ---- |
| 48   | ↘21  | ↘16  |

Согласно переписи 2002 года, преобладающая национальность — башкиры (94 %).
По справке, составленной научным сотрудником Казанского Института языка, литературы и искусств Дамиром Исхаковым, на анализе данных переписей 1926-1979 было установлено, что местное население в рамках политики башкиризации, переписано с татар на башкир в 1979 году, а по предыдущим переписям в селе проживали татары.